# Une femme sans histoires
Une femme sans histoires (titre original : The Quiet Woman) est un roman de science-fiction de l'écrivain britannique Christopher Priest publié au Royaume-Uni en 1990 et en France en 1991.

## Résumé
Alice Stockton est une femme sans histoires jusqu'au jour où son cinquième livre est confisqué par le gouvernement dans le cadre d'une censure visant à empêcher la publication d'ouvrages mettant en danger la sûreté de l'État. Quelques jours plus tard, une amie et voisine dont elle planifiait de relater la vie dans son prochain livre est assassinée. Réalité et fantasmes vont alors se mêler alors qu'Alice entreprend des recherches sur le passé de sa voisine ainsi que sur les raisons de la censure de son livre.